# Nesticus stupkai
Nesticus stupkai là một loài nhện trong họ Nesticidae.
Loài này thuộc chi Nesticus. Nesticus stupkai được Willis J. Gertsch miêu tả năm 1984.